# Na Hradcích
Na Hradcích (335 m n. m.) je zalesněný vrch na území Ostřetína, mezi Velinami a Holicemi na Pardubicku.

## Geomorfologické zařazení
Geomorfologicky vrch náleží do celku Orlická tabule, podcelku Třebechovická tabule, okrsku Choceňská plošina a podokrsku Hornojelenská plošina.
Podle alternativního členění Demka a Mackovčina náleží vrch do okrsku Vysokochvojenská plošina.

## Historie
Na vrcholu jsou patrné zbytky valů a příkopů nasvědčující, že zde stála tvrz ve starých záznamech označované jako Velký Hradec. Jednalo spíše jen o lovčí hrádek nebo pouhou tvrz, o jejích majitelích, kdy vznikla a zanikla, však nemáme zprávy. Dnes se místo nazývá Věžiště. Nachází se na ostrohu, vybíhajícím k západu. V díle Kanovníka vyšehradského se píše o hrádku Hostin Hradec, na kterém měl zemřít 14. února 1140 český kníže Soběslav I.. Vzhledem k tomu, že kníže pobýval ve Chvojně, které je pravděpodobně dnešní Vysoké Chvojno, kde ho zastihla smrtelná nemoc. Byl tedy dopraven na nedaleký hrad. Podle těchto údajů onen hrad byl právě toto místo Na Hradcích.